# Burg Alleshausen
Die Burg Alleshausen ist eine abgegangene Burg südlich der Gemeinde Alleshausen im Landkreis Biberach in Baden-Württemberg.
Die vermutlich von den Herren von Alleshausen erbaute Burg wurde 1263 erstmals erwähnt und in der Mitte des 17. Jahrhunderts zerstört. Von der ehemaligen Burganlage, die auch als Ministerialenburg genannt wird, ist nichts mehr erhalten. 